# Lista över vulkaner på månen
Detta är en lista över vulkaner på månen.
- Lunar mare
- Lunar dome
- Mons Rümker
- Mons Hansteen